# Museu Memorial de la Resistència Dominicana
El Museu Memorial de la Resistència Dominicana és un museu creat el 2007 a Santo Domingo que té al seu càrrec la recopilació, l'organització, la catalogació, la preservació, la recerca, la difusió i l'exposició dels béns del patrimoni tangible i intangible de la nació, corresponents a les lluites de diverses generacions de dominicans i dominicanes durant la dictadura de Rafael L. Trujillo, els seus antecedents i les seves conseqüències. El 2016 està construint una nova seu. El Museu forma part de la Coalició Internacional de Llocs de Consciència.

## Context
El 30 de maig de 1930 el general Rafael Leónidas Trujillo va ser nomenat president de la República. El seu mandat es caracteritzà per la repressió permanent i l'assassinat de l'oposició política. A causa de l'escàndol internacional provocat per la matança d'aproximadament 17.000 haitians executada sota les seves ordres l'octubre de 1937, el 1938 Trujillo va abandonar el càrrec, encara que ho va fer amb tots els honors i privilegis i es nomenà un govern "titella" encapçalat per Jacinto Peynado i Manuel de Jesús Troncoso. Governant "de facto" o, més endavant, una altra vegada, com a president de la república, Trujillo va reprimir i perseguir tant a opositors polítics com a líders sindicals fins que va ser assassinat, el 30 de maig de 1961. El Museu commemora la memòria dels qui s'enfrontaren al dictador Rafael L. Trujillo, especialment la dels "expedicionaris" que el juny de 1959 intentaren derrocar el seu règim de terror.